# Moritz Wels
Moritz Wels, né le 25 septembre 2004, est un footballeur autrichien qui évolue au poste d'ailier au WSG Tirol.

## Carrière en club
Ayant joué avec Sturm Graz depuis les moins de 12 ans, Moritz Wels fait ses débuts professionnels pour les Blackies le 27 octobre 2021, entrant en jeu lors d'un match de Coupe contre le SV Ried. Devenu alors le plus jeune joueur à avoir jamais joué pour le club, il y signe son premier contrat professionnel quelques jours après,.
La semaine suivante, Wels dispute son premier match en Ligue Europa, remplaçant Anderson Niangbo lors d'un match nul 1–1 à l'extérieur contre la Real Sociedad, devenant ainsi le plus jeune Autrichien à avoir jamais joué dans la compétition, dépassant le précédent record de Yusuf Demir,.
Il fait ses débuts en Bundesliga autrichienne le 27 février 2022, remplaçant Alexander Prass lors d'une victoire 3-0 à domicile contre le TSV Hartberg.
Intégré à part entière dans l'équipe professionnelle lors de la pré-saison 2022, il prend part aux matchs de qualification de la Ligue des champions face au Dynamo Kyiv, le club de Graz n'ayant réussi à se qualifier qu'après prolongations.

## Carrière internationale
Moritz Wels est international autrichien en équipes de jeunes, faisant partie de toutes les sélections autrichiennes jusqu'aux moins de 18 ans, avec qui il s'illustre face aux buts, marquant notamment un doublé contre la Suède en octobre 2021.